# La Aldea de San Nicolás
La Aldea de San Nicolás (fino al 2005 chiamata San Nicolás de Tolentino) è un comune spagnolo di 7 668 abitanti situato nella comunità autonoma delle Canarie.
Il suo nome è dedicato al personaggio storico di San Nicola da Tolentino.